# Lequio Berria
Lequio Berria är en ort och kommun i provinsen Cuneo i regionen Piemonte i Italien. Kommunen hade 464 invånare (2018).